# Андріївка (Донецька селищна громада)
Андріївка (у XIX столітті — Новоборисоглєбськ) — селище в Україні, у Донецькій селищній громаді Ізюмського району Харківської області, на березі річки Сіверський Донець. Населення — 7,5 тисяч осіб.

## Географічне розташування

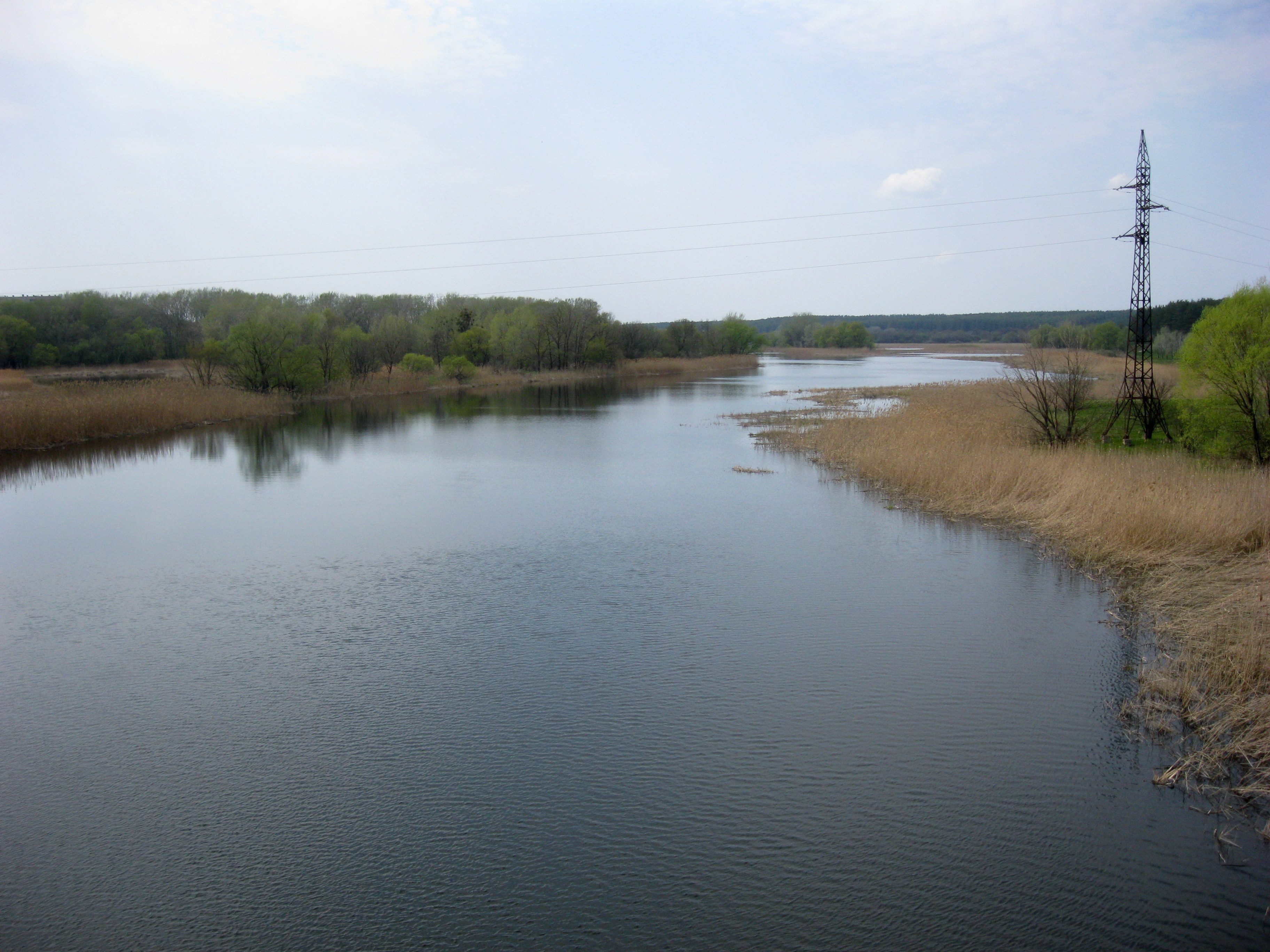
Річка Сіверський Донець

Селище міського типу Андріївка розташоване за 69 км від обласного центру та 76 км від районного центру, на лівому березі річки Сіверський Донець, вище за течією на відстані 2 км розташоване озеро Лиман, на протилежному березі — смт Донець.
Через селище пролягає автошлях районного значення Р78 та залізнична лінія Харків — Лиман, на якій знаходяться станція Шебелинка та зупинний пункт Андріївка. До селища примикають великі лісові масиви (дуб, сосна).

## Історія
Територія селища була заселена ще в V—IV тисячолітті до н. е. Про це свідчать залишки трьох поселень епохи неоліту.
Засноване у 1663 році. За козацьких часів належала до Балаклійського полку, а після його ліквідації у 1676 році — Харківському. 1679 року селище стало частиною Ізюмської оборонної лінії. Від 1685 року Андріївська сотня була підпорядкована Ізюмському полкові, у складі якого перебувала до припинення його існування у 1765 році.

Андріївка на мапі 1852 року

За даними на 1864 рік у казенному селі, центрі Андріївської волості Зміївського повіту, мешкало 5159 осіб (2842 чоловічої статі та 2317 — жіночої), налічувалось 978 дворових господарств, існували 2 православні церкви та станова квартира, відбувалось 5 ярмарків на рік.
Станом на 1914 рік кількість мешканців зросла до 11 663 осіб.
Навесні 1817 року Андріївка стала військовим поселенням. Тут був розквартирований Борисоглібський уланський полк, в зв'язку з чим її перейменували в Новоборисоглібськ. Після скасування системи військових поселень Андріївка стала селом Зміївського повіту Харківської губернії. На початку XX століття чисельність населення становила близько 6 тис. осіб.
Опис села в дореволюційний час, до 1917 року, згадується в книзі Петра Шелеста.
Село постраждало внаслідок геноциду українського народу, проведеного урядом СРСР у 1932—1933 роках, кількість встановлених жертв — 197 осіб (за іншими даними — щонайменше 246 жителів селища).

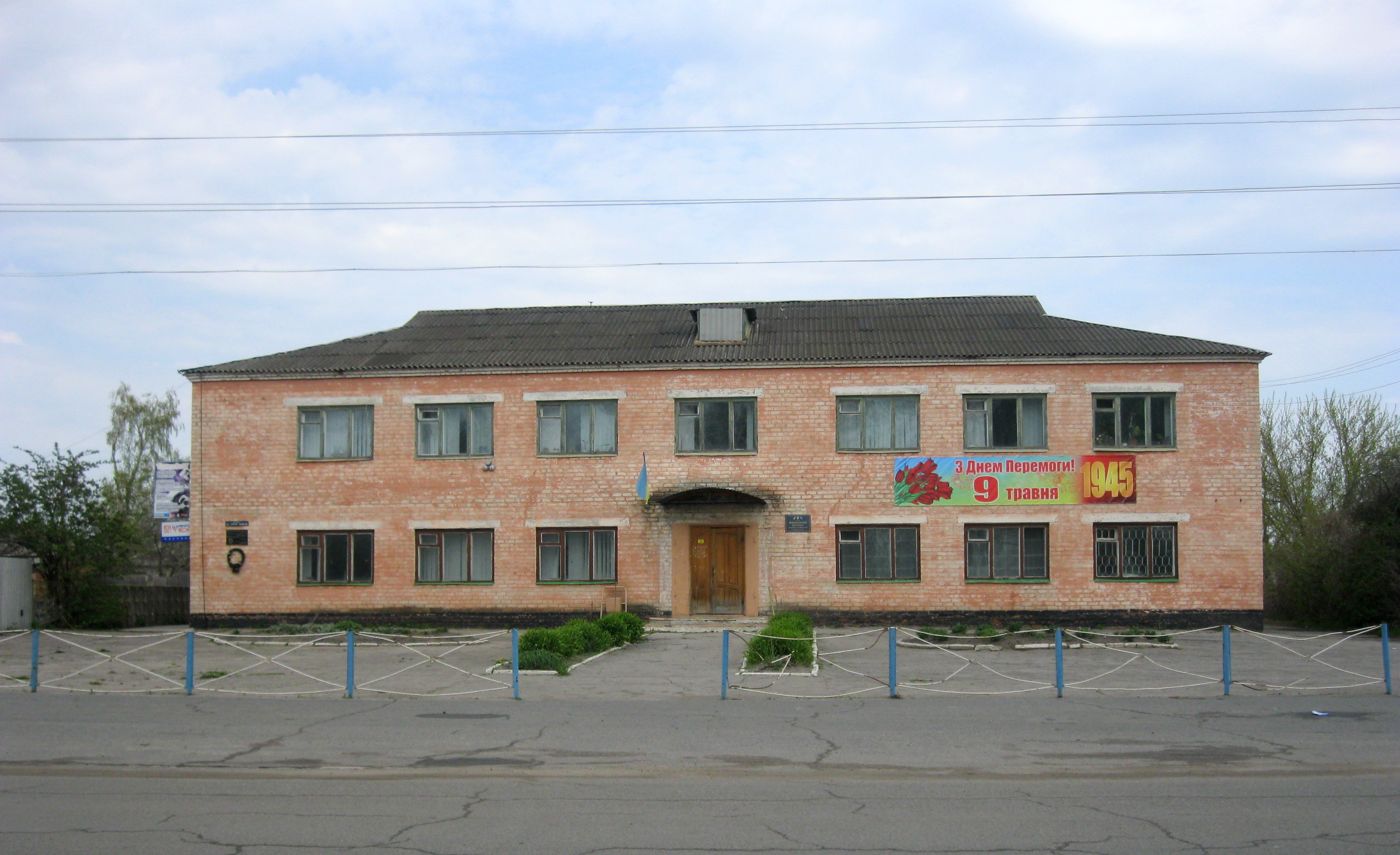
Селищна рада

У листопаді 2017 року в Андріївці відбувся спалах епідемії на гепатит А, внаслідок чого захворіли 29 осіб. Причиною спалаху хвороби стало утримання у селищі джерел водопостачання неналежному стані, а також недостатнє забезпечення населення людей якісною питною водою.
У 2020 році компанія «Нафтогаз України» запустила пілотну сонячну електростанцію потужністю 0,999 МВт.
12 червня 2020 року, відповідно до Розпорядження Кабінету Міністрів України  № 725-р «Про визначення адміністративних центрів та затвердження територій територіальних громад Харківської області», увійшло до складу Донецької селищної територіальної громади.
19 липня 2020 року, в результаті адміністративно-територіальної реформи та ліквідації Балаклійського району, селище міського типу увійшло до складу Ізюмського району.
9 березня 2022 року відбувся бій між військовими Державної прикордонної служби та ДРГ росіян — ворог здійснив напад на блокпост. ДРГ була розгромлена, особовий склад почав втікати — при цьому вони кинули посеред поля свого пораненого.

## Населення

### Мова
Розподіл населення за рідною мовою за даними перепису 2001 року:
| Мова            | Кількість | Відсоток |
| --------------- | --------- | -------- |
| українська      | 8665      | 89.28%   |
| російська       | 816       | 8.41%    |
| ромська         | 151       | 1.56%    |
| вірменська      | 22        | 0.23%    |
| білоруська      | 8         | 0.08%    |
| румунська       | 5         | 0.05%    |
| німецька        | 3         | 0.03%    |
| інші/не вказали | 35        | 0.36%    |
| Усього          | 9705      | 100%     |

## Символіка
Герб селища відомий з печатки 1765 року і має козацьке походження. У щиті квітка що проростає із землі над якою півмісяць рогами догори[джерело не вказане 1471 день].

## Цікаві факти
На околиці села, за сосновим бором, розташований дослідно-випробувальний полігон Науково-дослідного та проєктно-конструкторського інституту «Молнія», що діє на базі харківської Політехніки. На полігоні досліджуються впливи на техніку природних блискавок і штучних електромагнітних розрядів — від звичайного іскріння на залізниці до імпульсу ядерного вибуху тощо.

## Особистості
- Перцев Іван Матвійович — доктор фармацевтичних наук, співрозробник мазей «Левомеколь» та «Левосин».
- Шевченко Борис Демидович (1904—1944) — полковник, Герой Радянського Союзу, уродженець смт Андріївки.
- У селі народився та зростав Петро Шелест (1908—1996) — партійний державний діяч УРСР та СРСР. Перший секретар ЦК КП України (1963—1972).
- Богдан Людмила Василівна (нар.1953) — український партійний та громадський діяч, депутат Балаклійської міської ради у 1995-2008 роках. Кандидат на посаду  мера Балаклії на виборах 1999 року.

## Галерея

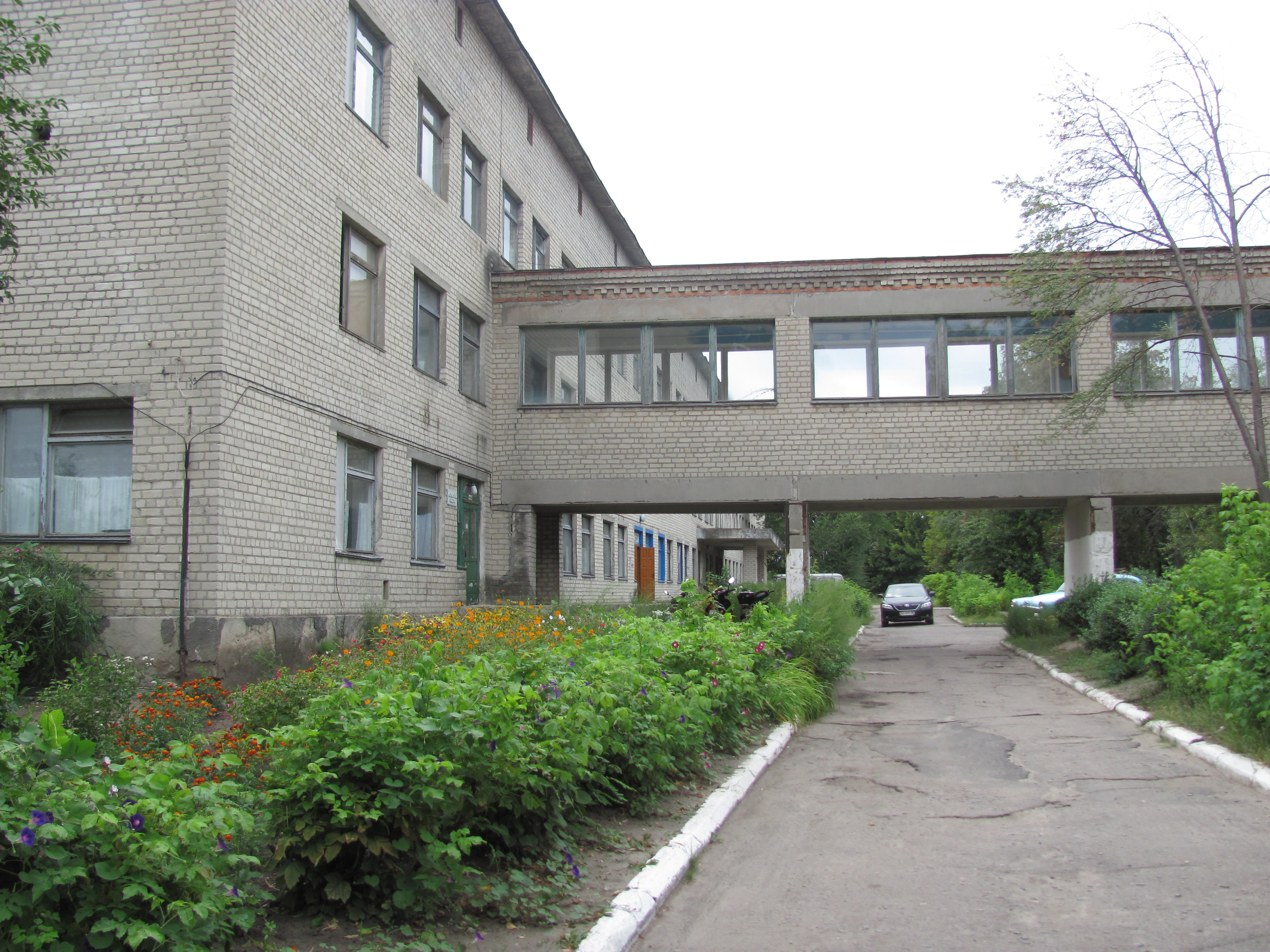
Лікарня
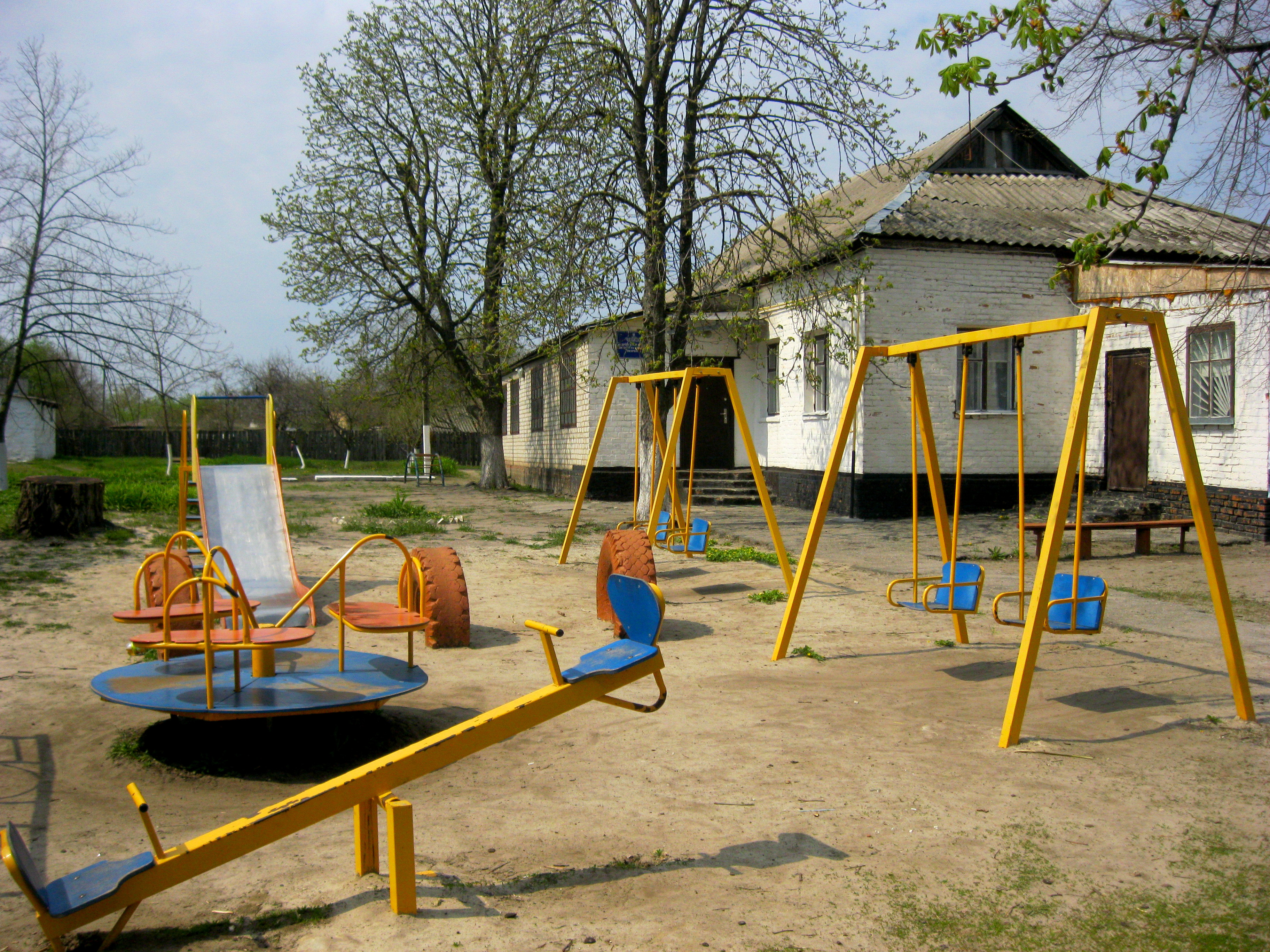
Будинок дитячої та юнацької творчості
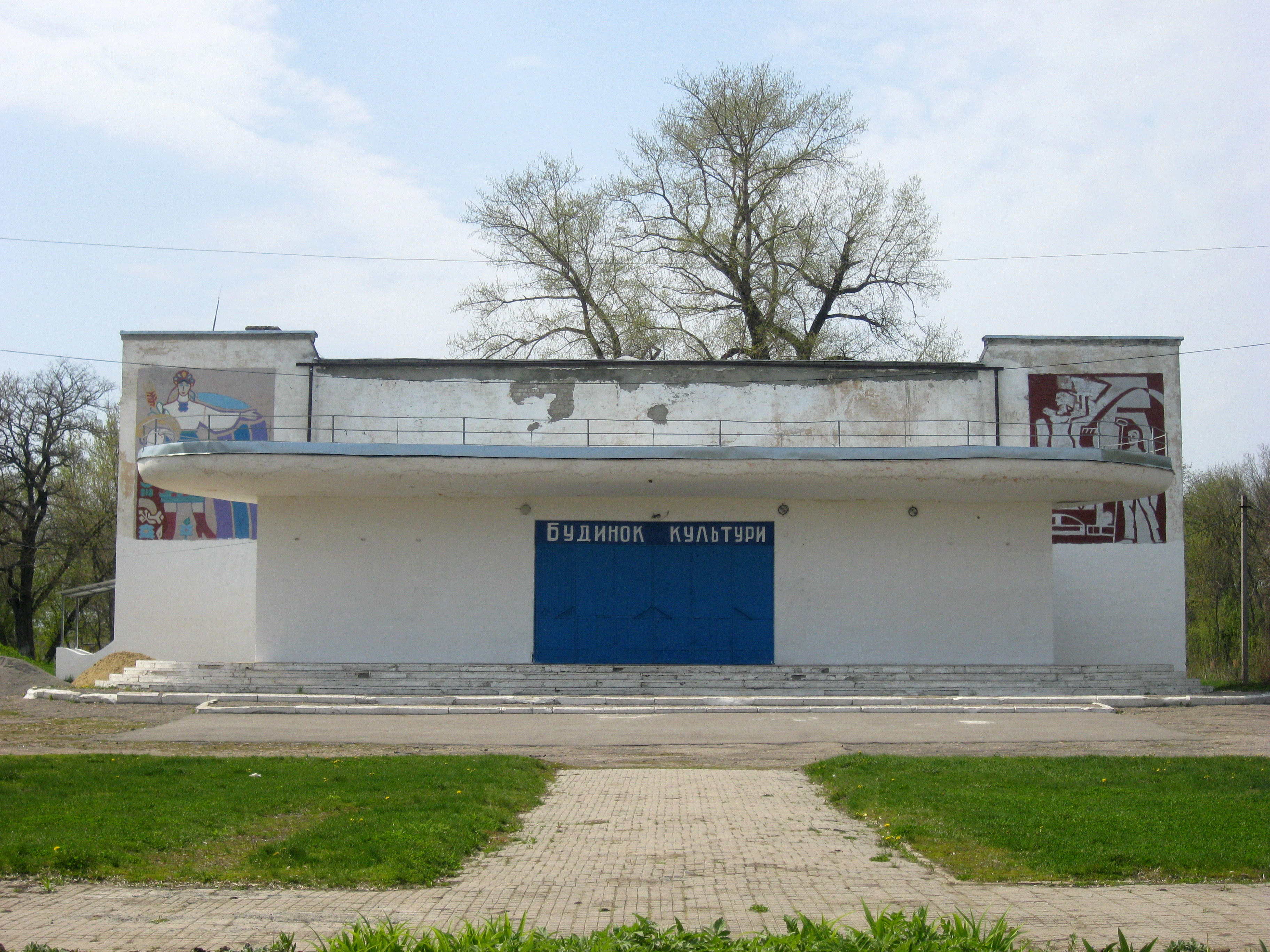
Будинок культури
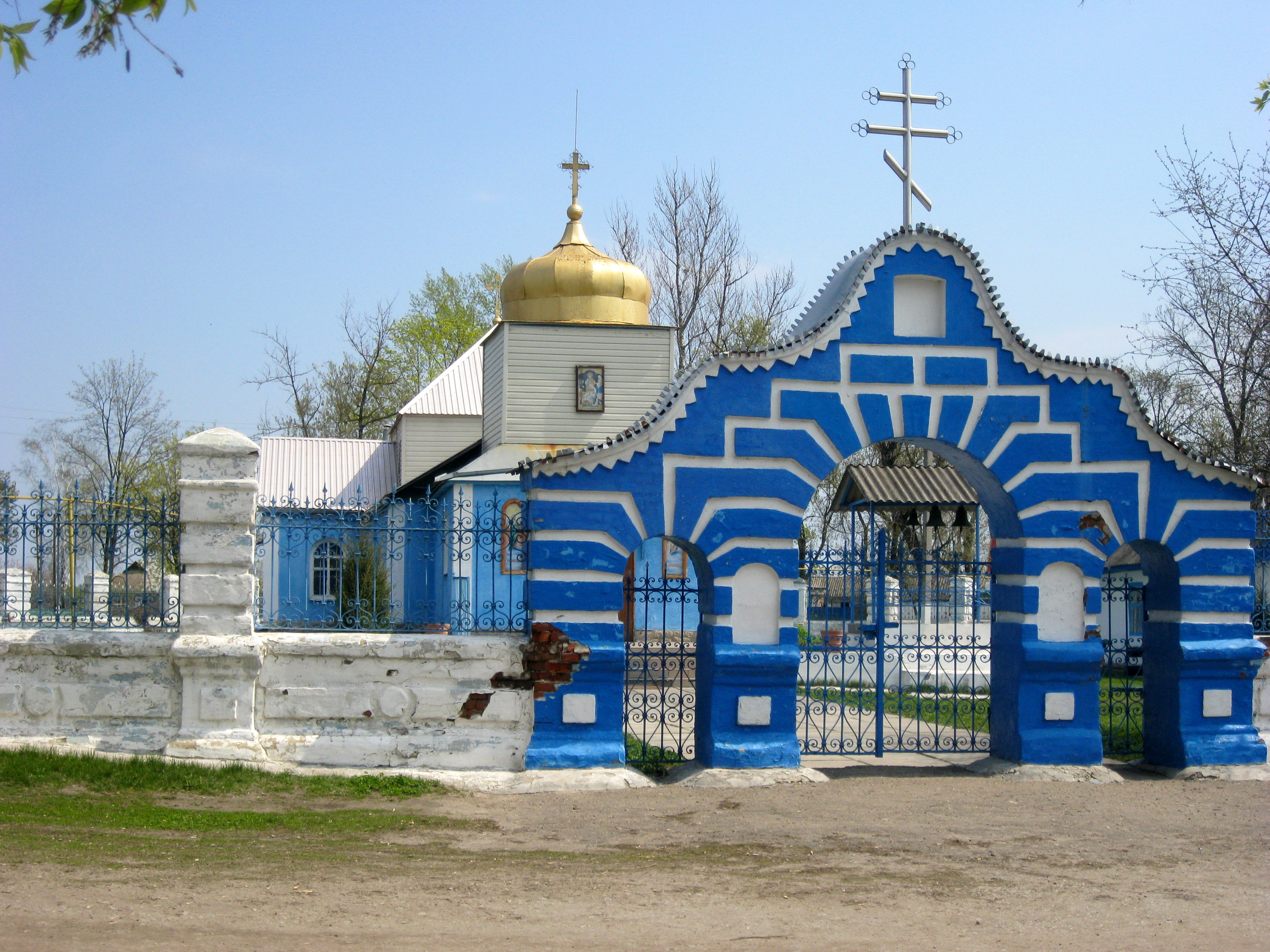
Храм Різдва Пресвятої Богородиці
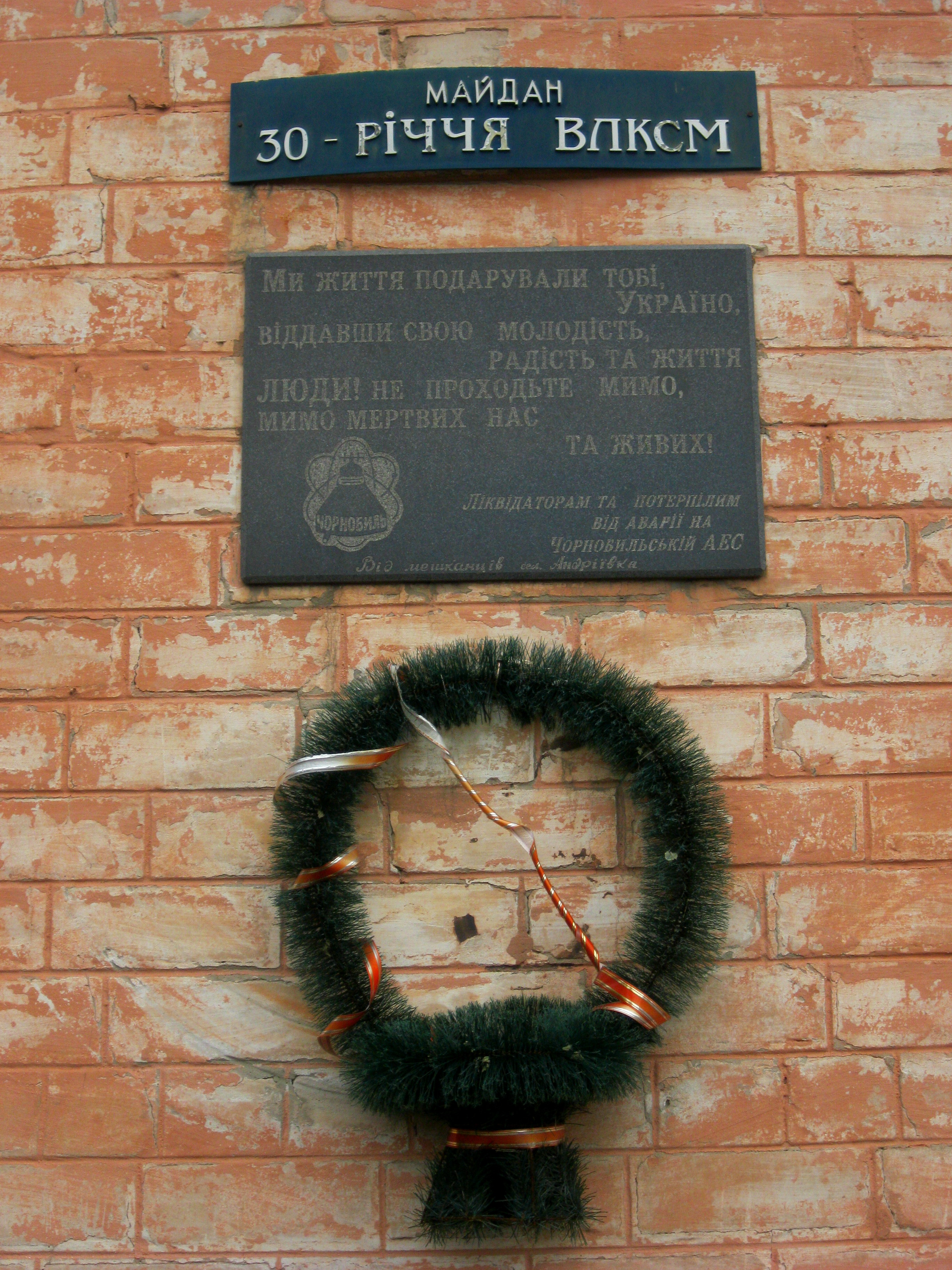
Меморіальна дошка ліквідаторам та потерпілим від аварії на Чорнобильській АЕС
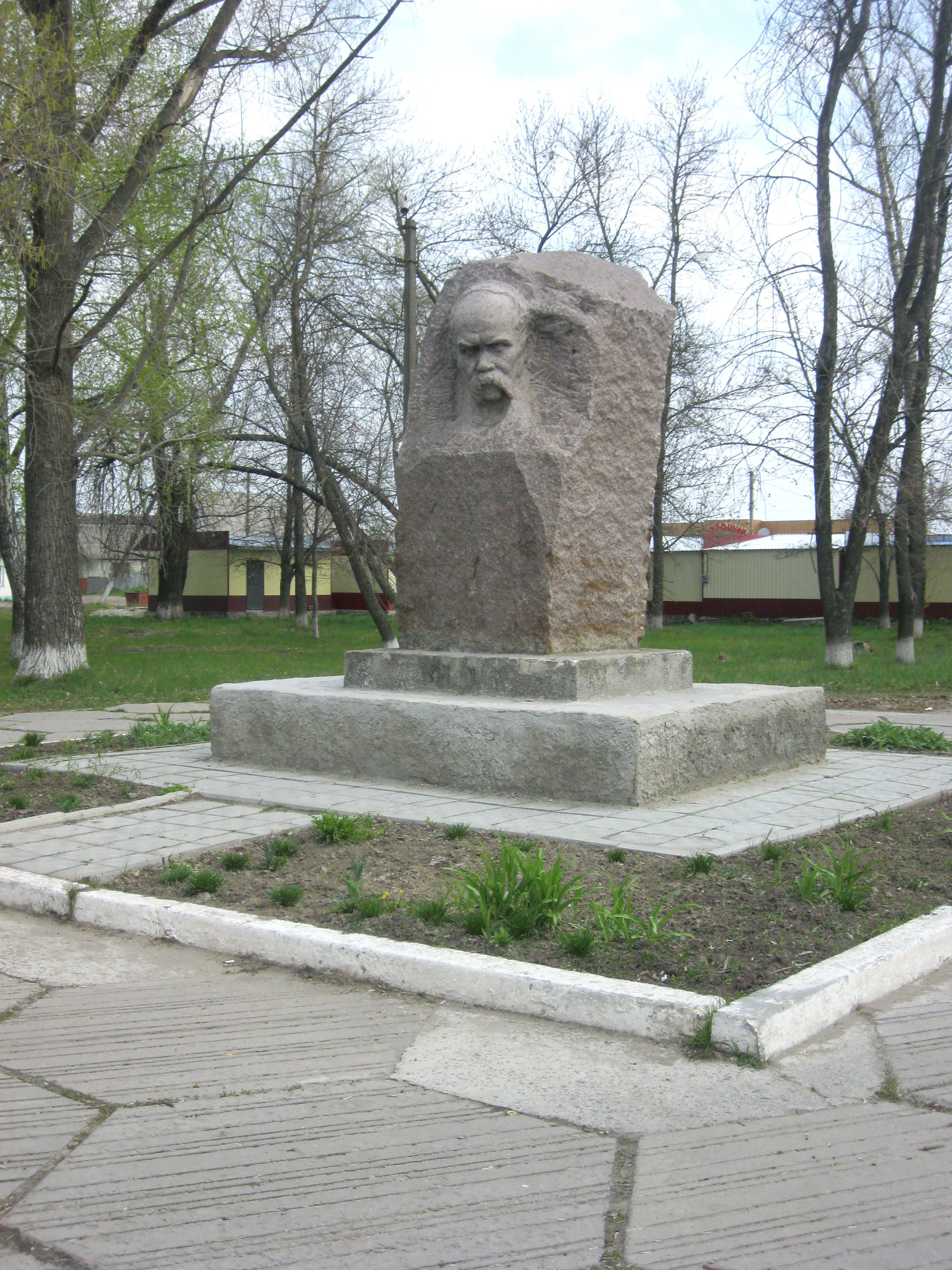
Пам'ятник Тарасові Шевченку
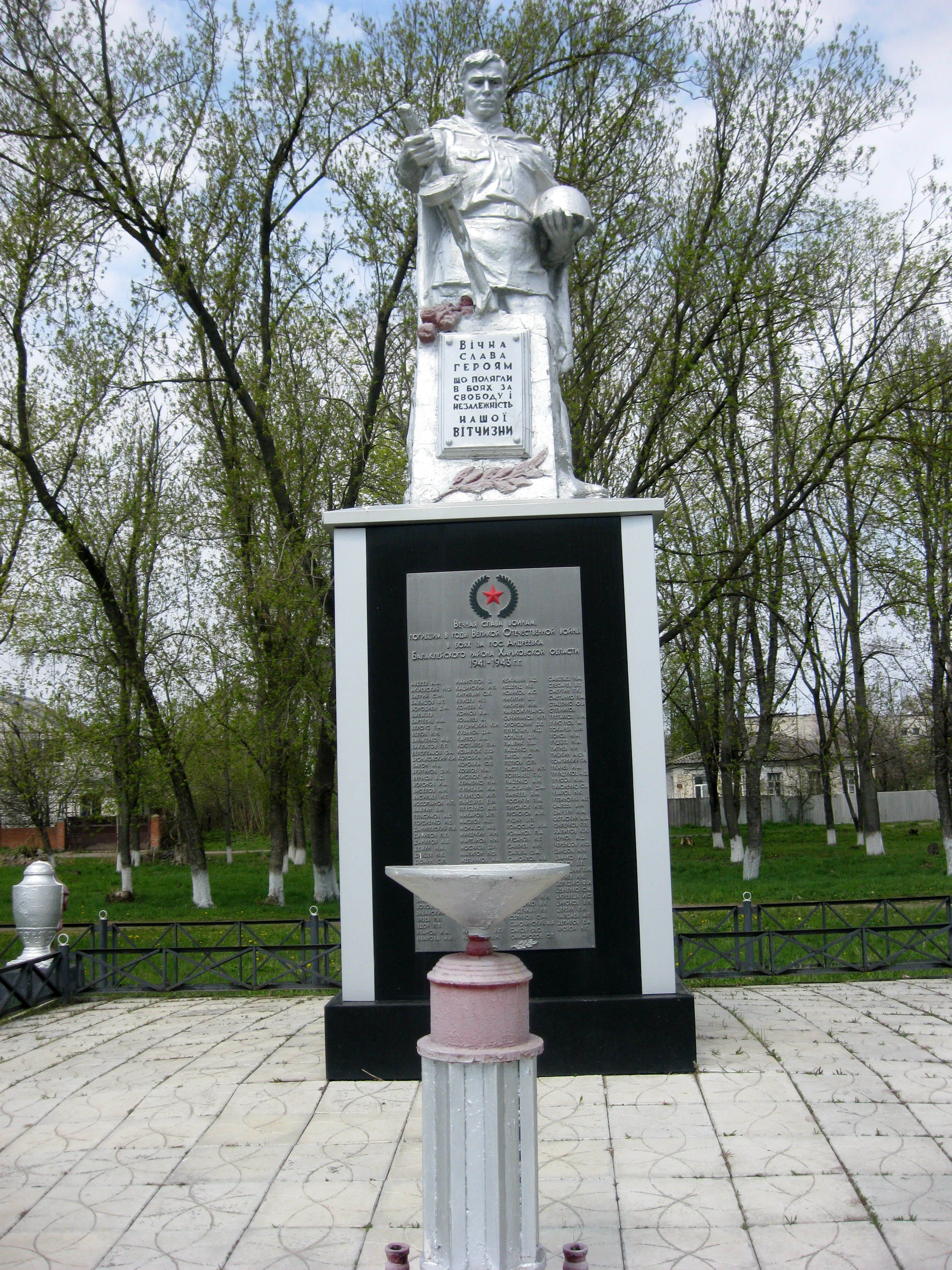
Братська могила в центрі селища